# Kyoto Animation
Kyoto Animation (株式会社京都アニメーション, Kabushiki-gaisha Kyōto Animēshon), ook bekend als KyoAni, is een Japanse animatiestudio en uitgever van light novels, gevestigd in de stad Uji. De studio werd opgericht in 1981 door Hideaki Hatta en zijn vrouw Yoko Hatta. 

## Geschiedenis
In 1981 richtte Yoko en Hideaki Hatta het bedrijf Kyoto Animation op. In 1985 werd het bedrijf een Yūgen gaisha; een soort Japans bedrijfsvorm gebaseerd op GmbH. In 1999 werd het bedrijf een Kabushiki gaisha. Yoko Hatta werkte bij de animatiestudio Mushi Production totdat ze naar Kyoto verhuisde na haar huwelijk met haar man. Het logo van het bedrijf is afkomstig van de kanji kyō (京), het eerste teken van Kyoto (京都).
In tegenstelling tot de meeste animatiestudio's, werken de werknemers van het bedrijf in loondienst in plaats van freelancewerk en worden intern opgeleid. Het bedrijf wordt geprezen voor de positieve behandeling van zijn personeel en werd in 2020 door de non-profitorganisatie Women in Animation geëerd met de Diversity Award voor zijn inspanningen om een genderevenwichtig personeelsbestand te creëren en vrouwen aan te moedigen de industrie in te gaan.

### Brandstichting bij Kyoto Animation

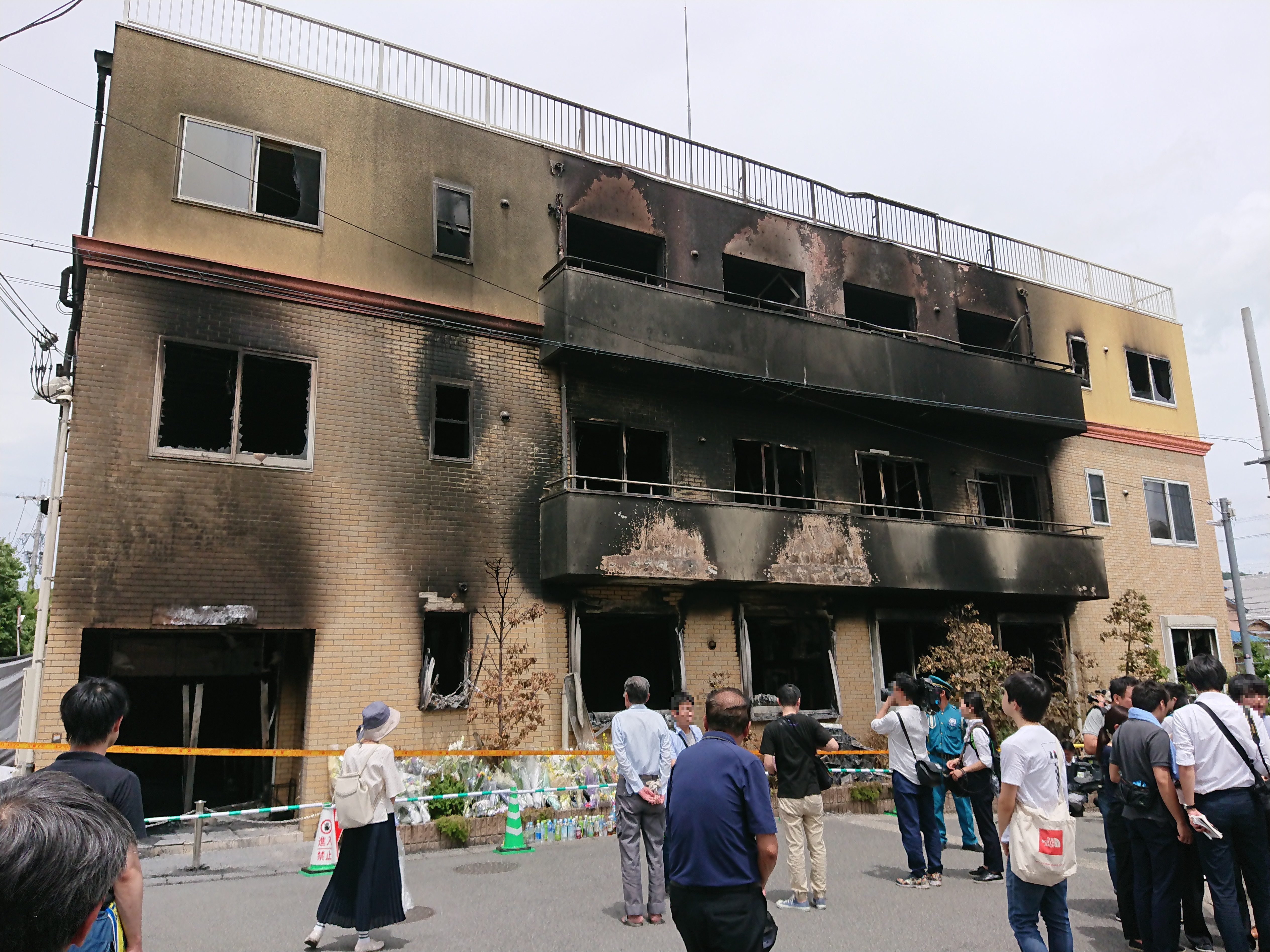
Studio 1 na de brandstichting

Op 18 juli 2019, rond 10:31 uur, vond een brandstichting plaats in het Studio 1-gebouw van Kyoto Animation in de wijk Fushimi. Er kwamen 36 mensen om het leven (waaronder regisseurs Yasuhiro Takemoto, Yoshiji Kigami, Futoshi Nishiya en de kleurontwerpster Naomi Ishida) en 34 mensen raakte gewond. De verdachte, de 41-jarige Shinji Aoba, bekende later de aanslag te hebben gepleegd en werd in januari 2024 ter dood veroordeeld. De aanval zou een van de dodelijkste bloedbaden in Japan zijn sinds het einde van de Tweede Wereldoorlog en de dodelijkste gebouwbrand in het land sinds de brand in het Myojo 56-gebouw in 2001.

## Productenlijst

### Animeseries
| Jaar      | Titel                                           | Televisienetwerk  | Regie                                            |
| --------- | ----------------------------------------------- | ----------------- | ------------------------------------------------ |
| 2003      | Full Metal Panic? Fumoffu                       | Fuji Television   | Yasuhiro Takemoto                                |
| 2005      | Air                                             | BS-TBS            | Tatsuya Ishihara                                 |
| 2005      | Full Metal Panic! The Second Raid               | Wowow             | Yasuhiro Takemoto                                |
| 2006      | The Melancholy of Haruhi Suzumiya               | Chiba TV          | Tatsuya Ishihara Yutaka Yamamoto                 |
| 2006–2007 | Kanon                                           | TBS               | Tatsuya Ishihara                                 |
| 2007      | Lucky Star                                      | Chiba TV          | Yutaka Yamamoto (#1–4) Yasuhiro Takemoto (#5–24) |
| 2007–2008 | Clannad                                         | TBS               | Tatsuya Ishihara                                 |
| 2008–2009 | Clannad After Story                             | TBS               | Tatsuya Ishihara                                 |
| 2009      | Sora o Miageru Shōjo no Hitomi ni Utsuru Sekai  | Chiba TV          | Yoshiji Kigami                                   |
| 2009      | The Melancholy of Haruhi Suzumiya               | Chiba TV          | Tatsuya Ishihara Yutaka Yamamoto                 |
| 2009      | K-On!                                           | TBS               | Naoko Yamada                                     |
| 2010      | K-On!!                                          | TBS               | Naoko Yamada                                     |
| 2011      | Nichijou                                        | TV Aichi          | Tatsuya Ishihara                                 |
| 2012      | Hyouka                                          | Chiba TV          | Yasuhiro Takemoto                                |
| 2012      | Love, Chunibyo & Other Delusions                | TBS               | Tatsuya Ishihara                                 |
| 2013      | Tamako Market                                   | Tokyo MX          | Naoko Yamada                                     |
| 2013      | Free! Iwatobi Swim Club                         | ABC Asahi         | Hiroko Utsumi                                    |
| 2013      | Beyond the Boundary                             | TBS, Tokyo MX     | Taichi Ishidate                                  |
| 2014      | Love, Chunibyo and Other Delusions! Heart Throb | TBS, Tokyo MX     | Tatsuya Ishihara                                 |
| 2014      | Free! Eternal Summer                            | ABC Asahi         | Hiroko Utsumi                                    |
| 2014      | Amagi Brilliant Park                            | TBS               | Yasuhiro Takemoto                                |
| 2015      | Sound! Euphonium                                | Tokyo MX          | Tatsuya Ishihara Naoko Yamada                    |
| 2016      | Myriad Colors Phantom World                     | Tokyo MX          | Tatsuya Ishihara                                 |
| 2016      | Sound! Euphonium 2                              | Tokyo MX          | Tatsuya Ishihara Naoko Yamada                    |
| 2017      | Miss Kobayashi's Dragon Maid                    | Tokyo MX          | Yasuhiro Takemoto                                |
| 2018      | Violet Evergarden                               | Tokyo MX, Netflix | Taichi Ishidate Haruka Fujita                    |
| 2018      | Free! Dive to the Future                        | ABC Asahi         | Eisaku Kawanami                                  |
| 2018      | Tsurune                                         | NHK               | Takuya Yamamura                                  |
| 2021      | Miss Kobayashi's Dragon Maid S                  | ABC Asahi         | Tatsuya Ishihara Yasuhiro Takemoto               |
| 2023      | Tsurune: The Linking Shot                       | NHK               | Takuya Yamamura                                  |
| 2024      | Sound! Euphonium 3                              | NHK E             | Tatsuya Ishihara                                 |

### Animefilms
| Jaar      | Titel                                                                         | Regie                              | Speelduur                  |
| --------- | ----------------------------------------------------------------------------- | ---------------------------------- | -------------------------- |
| 2009      | Tenjōbito to Akutobito Saigo no Tatakai                                       | Yoshiji Kigami                     | 83m                        |
| 2010      | The Disappearance of Haruhi Suzumiya                                          | Tatsuya Ishihara Yasuhiro Takemoto | 162m                       |
| 2011      | K-On! The Movie                                                               | Naoko Yamada                       | 110m                       |
| 2013      | Love, Chunibyo & Other Delusions: Rikka Version                               | Tatsuya Ishihara                   | 96m                        |
| 2014      | Tamako Love Story                                                             | Naoko Yamada                       | 83m                        |
| 2015      | Beyond the Boundary: I'll Be Here – Past                                      | Taichi Ishidate                    | 86m                        |
| 2015      | Beyond the Boundary: I'll Be Here – Future                                    | Taichi Ishidate                    | 89m                        |
| 2015      | High Speed! Free! Starting Days                                               | Yasuhiro Takemoto                  | 110m                       |
| 2016      | Sound! Euphonium: The Movie – Welcome to the Kitauji High School Concert Band | Tatsuya Ishihara                   | 103m                       |
| 2016      | A Silent Voice                                                                | Naoko Yamada                       | 130m                       |
| 2017      | Free! Timeless Medley: The Bond                                               | Eisaku Kawanami                    | 94m                        |
| 2017      | Free! Timeless Medley: The Promise                                            | Eisaku Kawanami                    | 99m                        |
| 2017      | Sound! Euphonium: The Movie – May the Melody Reach You!                       | Taichi Ogawa Tatsuya Ishihara      | 105m                       |
| 2017      | Free! Take Your Marks                                                         | Eisaku Kawanami                    | 105m                       |
| 2018      | Love, Chunibyo & Other Delusions! Take on Me                                  | Tatsuya Ishihara                   | 90m                        |
| 2018      | Liz and the Blue Bird                                                         | Naoko Yamada                       | 90m                        |
| 2019      | Sound! Euphonium: The Movie – Our Promise: A Brand New Day                    | Tatsuya Ishihara                   | 100m                       |
| 2019      | Free! -Road to the World- Dream                                               | Eisaku Kawanami                    | 99m                        |
| 2019      | Violet Evergarden: Eternity and the Auto Memory Doll                          | Haruka Fujita                      | 93m                        |
| 2020      | Violet Evergarden: The Movie                                                  | Taichi Ishidate                    | 140m                       |
| 2021–2022 | Free! The Final Stroke                                                        | Eisaku Kawanami                    | 90m (Deel 1) 106m (Deel 2) |
| 2022      | Tsurune: The Movie – The First Shot                                           | Takuya Yamamura                    | 102m                       |
| 2025      | Miss Kobayashi's Dragon Maid: A Lonely Dragon Wants to Be Loved               | Tatsuya Ishihara                   | 105m                       |

### OVA
| Jaar | Titel                                       | Regie                                |
| ---- | ------------------------------------------- | ------------------------------------ |
| 1991 | Shiawasette Naani                           | Tatsuya Ishihara                     |
| 2002 | Nurse Witch Komugi                          | Yasuhiro Takemoto Yoshitomo Yonetani |
| 2003 | Munto                                       | Yoshiji Kigami                       |
| 2005 | Munto 2: Beyond the Walls of Time           | Yoshiji Kigami                       |
| 2008 | Lucky Star: Original na Visual to Animation | Yasuhiro Takemoto                    |
| 2011 | Nichijou: Nichijou no 0-wa                  | Tatsuya Ishihara                     |
| 2013 | Hyōka: Motsubeki Mono wa                    | Yasuhiro Takemoto                    |
| 2017 | Baja no Studio                              | Yoshiji Kigami                       |
| 2020 | Baja no Studio: Baja no Mita Umi            | Yoshiji Kigami                       |
| 2023 | Sound! Euphonium: Ensemble Contest          | Tatsuya Ishihara                     |

### ONA
| Jaar | Titel                                  | Regie             |
| ---- | -------------------------------------- | ----------------- |
| 2009 | The Melancholy of Haruhi-chan Suzumiya | Yasuhiro Takemoto |
| 2009 | Nyorōn Churuya-san                     | Yasuhiro Takemoto |

## Gepubliceerde light novels
- Yūyake Tōdai no Himitsu (2011)
- Love, Chunibyo & Other Delusions (2011–2017)
- Oyashiki to Coppelia (2011)
- Beyond the Boundary (2012–2013)
- Tamako Market (2013–2014)
- Myriad Colors Phantom World (2013–2016)
- High Speed! (2013–2014)
- Robot Heart Update (2015–2017)
- Violet Evergarden (2015–2020)
- Manzai Senka! (2016)
- Tsurune (2016–)
- Kono Hoshizora ni wa Kimi ga Tarinai! (2017)
- 20 Seiki Denki Mokuroku (2018)
- Mobomoga (2020)
- Jikan (2020)
- Ten'yaku-ryō no Majo (2020)
- Sakura no Furu Machi (2020)
- Umihime Mare (2022)